# Olodiames occidentals
Els olodiames occidentals són els membres d'un clan ijaw que viuen a l'estat d'Edo. Els olodiames occidentals, que tenen el mateix origen que els olodiames orientals prenen el seu nom d'Igbedigbolo (àlies Olodi o Olode), que fou el fill gran d'Ijo que va abandonar la regió de Benin City.
Els olodiames occidentals parlen el dialecte olodiama oest de la llengua izon.
El clan dels olodiames occidentals fou establert posteriorment al segle xiv.

## Història

### Orígens
Els olodiames occidentals tenen un origen comú amb els olodiames occidentals.

### Olodiames occidentals
Els olodiames occidentals se separaren del grup principal dels olodiames orientals quan Neimana, un descendent d'Olodi va tornar a Ikoro. A allà veure que la ciutat havia estat ocupada per edos i ho va explicar als altres olodiames. Va decidir, juntament amb el seu fill Pereowi i altres olodiames de tornar-hi per a lluitar contra els edos. Això va vulnerar la pau i els olodiames van ser convocats per l'Oba del regne de Benín, que va obligar que els ijaws i els edos firmessin un tractat de pau. Els olodiames occidentals, és el grup dels olodiames que van retornar des del centre del delta del Níger cap a la seva antiga ciutat d'Ikoro. Algunes de les ciutats que van fundar són Ikusangha, Geleglegbene, Oboro i Inikorogha.